# Hoofdverkeersroute G
De Hoofdverkeersroute G was volgens de lettering van hoofdverkeersroutes de weg van Den Haag via Wassenaar, Haarlem en Alkmaar naar Den Helder. Tussen Den Haag en Sassenheim liep deze weg samen met de Hoofdverkeersroute E. De weg liep destijds over de rijkswegen 4, 8, 9 en 10. Tegenwoordig wordt deze route ongeveer gevormd door de A44, N208, A22, A9, N9 en N250.

## Geschiedenis
In 1937 werd de hoofdverkeersroute G ingesteld. Deze letter verscheen op de kilometerpalen en hectometerpaaltjes naast de weg. In 1957 werd weglettering vervangen door de Wegnummering 1957. Hierdoor kreeg de route het nummer N99 tussen Den Haag en Alkmaar. Het deel tussen Alkmaar en Den Helder was in deze nieuwe wegnummering ongenummerd.  